# 11976 Josephthurn
11976 Josephthurn este o planetă minoră (asteroid), cu un diametru de 8,396 km, din Inner Main Belt⁠(d). A fost descoperită pe 5 mai 1995 la Circolo Culturale Astronomico di Farra d'Isonzo⁠(d) de Circolo Culturale Astronomico di Farra d'Isonzo⁠(d). 
Obiectul prezintă o orbită caracterizată de o semiaxă mare de 1,9793349 UAi, o excentricitate de 0,05, o înclinație de 21,6859 ° în raport cu ecliptica.